# Llanveynoe
Llanveynoe – wieś i civil parish w Anglii, w hrabstwie Herefordshire. W 2011 roku civil parish liczyła 102 mieszkańców.